# Caquetá (departement)
Caquetá je třetím největším kolumbijským departementem. Nachází se na jihu státu, sousedí s departementy Cauca, Huila, Meta, Guaviare, Vaupés, Amazonas a Putumayo. Hlavním městem je Florencia. Povrch departementu tvoří především Amazonská nížina, pouze na západě departementu se nachází Východní Kordillera andského pohoří. Hlavní ekonomickou aktivitou v tomto regionu je pastevectví a zemědělství. Na území departementu se rozkládá největší kolumbijský národní park Serranía de Chiribiquete.